# العلاقات البرازيلية الفلسطينية
العلاقات البرازيلية الفلسطينية هي العلاقات الدولية التي تجمع بين البرازيل ودولة فلسطين. اعترفت البرازيل رسميًا بدولة فلسطين في 5 ديسمبر 2010، ومع ذلك، لم تقم علاقات دبلوماسية كاملة مع الفلسطينيين.

## التاريخ
أكدت البرازيل دعمها لإنشاء دولة فلسطينية على حدود عام 1967، وعاصمتها القدس الشرقية. كما دعت الحكومة البرازيلية إلى إنهاء الحصار المفروض على قطاع غزة.
فتحت منظمة التحرير الفلسطينية مكتبًا لها لدى البرازيل في عام 1993، وفي عام 1998 تعاملت البرازيل مع البعثة الفلسطينية بنفس مستوى السفارات.
في عام 2004، افتتحت البرازيل ممثلية لها لدى السلطة الفلسطينية.
في 5 ديسمبر 2010، اعترفت رسميًا بدولة فلسطين على حدود ما قبل حرب 1967، بما في ذلك الضفة الغربية (بما فيها القدس الشرقية) وقطاع غزة.
قالت الرئيسة ديلما روسيف، في خطابها أمام الجمعية العامة، دعم بلادها الراسخ: «نعتقد أن الوقت قد حان لتمثيل فلسطين بالكامل كعضو كامل العضوية في هذا المنتدى». صوتت البرازيل لصالح قبول فلسطين كعضو كامل في اليونسكو وأعلنت أنها ستدعم طلب العضوية الكاملة لفلسطين عندما يتعلق الأمر بالتصويت في مجلس الأمن.
بعد الانتخابات الرئاسية البرازيلية العامة لعام 2018، صرح الرئيس المنتخب جايير بولسونارو، وهو شخص مؤيد لإسرائيل، أنه سيغلق السفارة الفلسطينية، وصرح بأن فلسطين «ليست دولة».
في فبراير 2020، طالبت البرازيل المحكمة الجنائية الدولية بوقف تحقيقها مع إسرائيل في جرائم الحرب المرتكبة ضد الشعب الفلسطيني. وفي نوفمبر 2020، صوتت البرازيل ضد الموافقة على قرار في منظمة الصحة العالمية (WHO) لضمان الوصول إلى خدمات الرعاية الصحية للسكان الفلسطينيين المقيمين في الأراضي المحتلة.